# Euphrasia debilis
Euphrasia debilis är en snyltrotsväxtart som beskrevs av Richard von Wettstein. Euphrasia debilis ingår i släktet ögontröster, och familjen snyltrotsväxter. Inga underarter finns listade i Catalogue of Life.